# Sĺňava
Sĺňava este o arie protejată (arie de protecție specială avifaunistică — SPA) din Slovacia întinsă pe o suprafață de 509,27 ha, integral pe uscat.

## Localizare
Centrul sitului Sĺňava este situat la coordonatele 48°33′12″N 17°49′33″E / 48.553227°N 17.82585°E.

## Înființare
Situl Sĺňava a fost declarat arie de protecție specială avifaunistică în iulie 2003 pentru a proteja 3 specii de animale.

## Biodiversitate
Situată în ecoregiunea alpină, aria protejată nu include niciun habitat protejat.
La baza desemnării sitului se află mai multe specii protejate de  păsări (3): pescăruș sur (Larus canus), pescăruș-cu-cap-negru (Larus melanocephalus), chiră de baltă (Sterna hirundo).